# Кабелі для нафтових промислів
Ка́белі для на́фтових про́мислів (рос. кабели для нефтяных промыслов, англ. cables for oil field, cables for oil production applicaton, нім. Kabel für Erdöl(förder)betriebe) — кабелі, призначені для живлення електродвигунів занурених нафтонасосів, які застосовуються для відкачування нафти, і нафтобурів, які використовуються при бурінні нафтових свердловин. Номенклатура кабелів для нафтових промислів наведена в табл.
| Марка                             | Назва | Галузь растосування | Держстандарт, ТУ |
| Кабелі для занурених нафтонасосів | | |                  |
| КПБК                              | З мідними жилами, поліетиленовою ізоляцією, у поліетиленовій оболонці, броньований зі скрученими жилами (круглий) | Живлення електродвигунів нафтових насосів змінною напругою 2500-3300 В в умовах дії пластової рідини з газовим фактором не більше 0,18 м³/кг при тискові не більше 20 мПа і температурі не більше 90 °C, а також на повітрі при температурі від −60 до +50 °C | ТУ 16.505.129-82 |
| КПБП                              | Те ж саме, з паралельно укладеними жилами (плаский)                                                               | Та ж сама | ТУ 16.505.129-82 |
| Кабелі для електробурів           | | |                  |
| КТШЭ                              | З мідними жилами, гумовою ізоляцією, в оболонці (круглий)                                                         | Живлення електродвигуна електробуру змінною напругою до 2000 В | ТУ 16.505.381-77 |
| КГТШЭ                             | Те ж саме, газостійкий                                                                                            | На напругу до 3000 В | ТУ 16.505.381-77 |
| КТШЭ-П                            | Те ж саме, що КТШЭ, але з паралельно укладеними жилами (плаский)                                                  | На напругу до 2000 В | ТУ 16.505.381-77 |

## Кабелі для занурених нафтонасосів
КПБК	З мідними жилами, поліетиленовою ізоляцією, 
у поліетиленовій оболонці, броньований зі скрученими жилами (круглий)	Живлення електродвигунів нафтових насосів змінною напругою 2500-3300 В в умовах дії пластової рідини з газовим фактором не більше 0,18 м³/кг при тискові не більше 20 мПа і температурі не більше 90°C, а також на повітрі при температурі від –60 до +50 °C
ТУ 16.505.129-82
КПБП — аналог КПБК	
з паралельно укладеними жилами (плаский) ТУ 16.505.129-82

## Кабелі для електробурів
КТШЭ	З мідними жилами, гумовою ізоляцією, в оболонці (круглий)	Живлення електродвигуна електробуру змінною напругою до 2000 В	ТУ 16.505.381-77
КГТШЭ	Те ж саме, газостійкий	На напругу 
до 3000 В	ТУ 16.505.381-77
КТШЭ-П	Те ж саме, що КТШЭ, але з паралельно укладеними жилами (плаский)	На напругу до 2000 В	ТУ 16.505.381-77
Кабелі не мають несучої здатності, тому для уникнення обривів при спуску до свердловини їх кріплять хомутами до насосно-компресорної труби. Струмопровідні жили кабелів виготовляють з мідних дротинок, а їх конструкція відповідає класу 1 по ГОСТ 22983-78. У готовому вигляді кабелі марок КПБК і КПБП випробовують змінною напругою 7 кВ (площа перетину струмопровідних жил 3х6 мм2), 10 кВ (3х10 мм²), 10,5 кВ (3х16, 3х25, 3х35, 3х50 мм²), частотою 50 Гц протягом (5+0,5) хв. Роздавлююче зусилля кабелів марок КПБК і КПБП не менше за 156,8 кН. 